# Orțișoara, Timiș
Orțișoara (română înainte de 1922: Cocota, între 1922 și 1926: Orțidorf, germană Orzydorf, Obendorf, maghiară Orczyfalva) este satul de reședință al comunei cu același nume din județul Timiș, Banat, România.

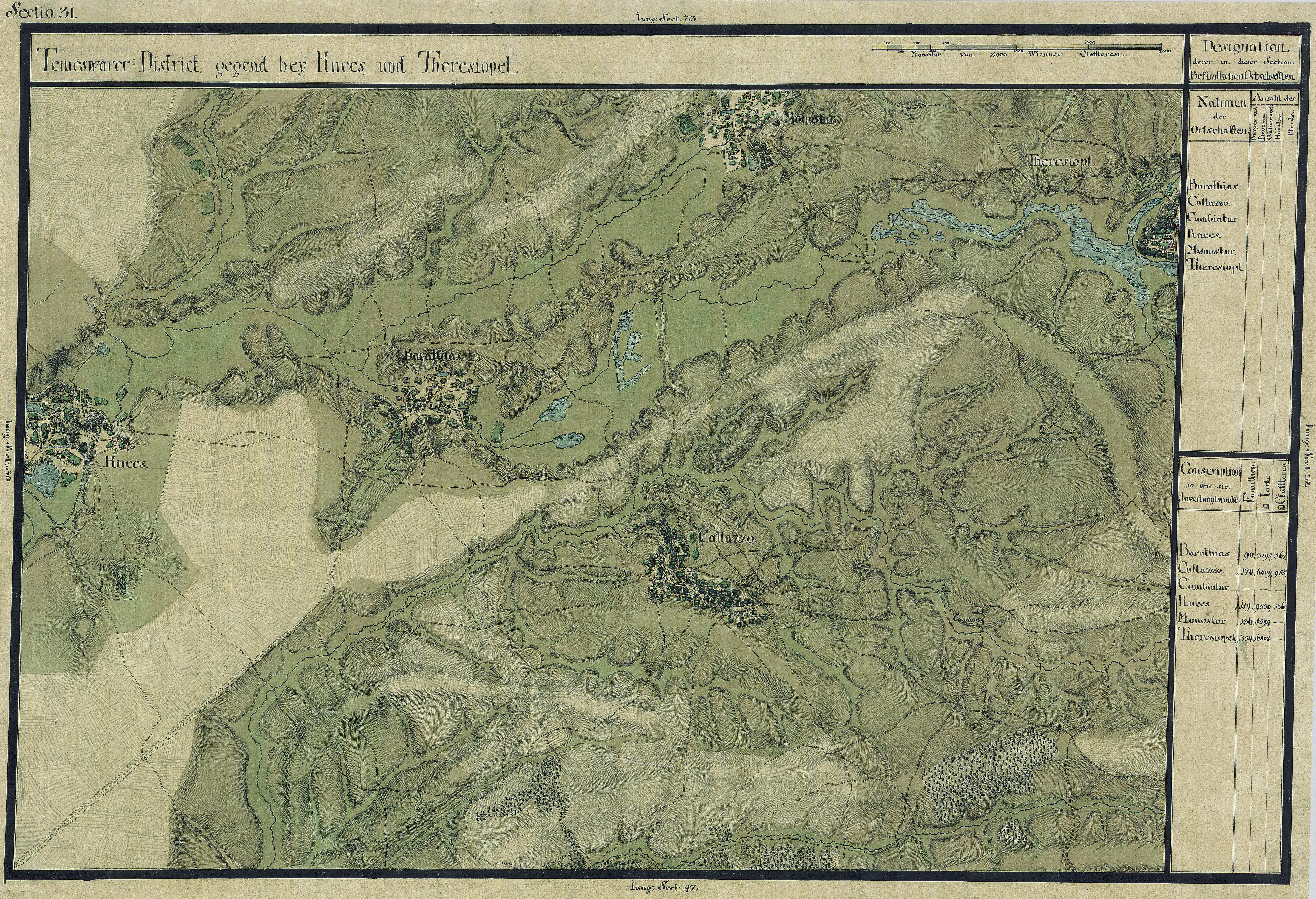
Orțișoara în Harta Iosefină a Banatului, 1769-72

## Istorie
Pe locul unde se află actualmente Orczyfalva, în Evul Mediu se afla un sat numit Kakot sau Kokoth, menționat pentru prima dată în anul 1318. Kakot era format din localități în Evul Mediu: Kakath și Tótkakath. În perioada ocupației otomane, ambele așezări au fost pustiite.
În perioada 1784-1786, în timpul domniei lui Iosif al II-lea, au fost colonizate aici 200 de familii germane de către administrația camerală din Timișoara, iar în 1785 au fost aduși și germani locali, iar satul a fost numit după József Orczy, comitele Timișului.
Planificarea noii localități, care în procesele verbale ale administrației camerală din Timiș era numită încă "Neu Monostur", "Deutsch Monostur" sau simplu "Bei der Kambiatur", a început în vara anului 1784. Cu toate acestea, anul de înființare poate fi considerat 1785, deoarece majoritatea caselor erau gata pentru locuit și câmpurile aferente noii localități au fost parcelate. Noua localitate a fost construită în imediata apropiere a stației poștale existente pe jumătatea distanței dintre Timișoara și Arad, unde se schimbau caii (= Kambiatur) (prima dată înregistrată pe harta Mercy din 1723).
Aproximativ o treime din coloniștii din Orzydorf proveneau din Lorena, aproximativ o pătrime din Banat, în timp ce restul se împărțea între Saarland (6%), Rheinland-Pfalz și Württemberg (fiecare cu 5%), Alsacia, Bavaria și Ungaria (fiecare cu 3%).
Până la Tratatul de la Trianon, satul aparținea comitatului Timiș, în cadrul districtului Vinga.
În Orțișoara, în perioada 1939-1945, au fost înregistrate în total 82 de victime ale celui de-Al Doilea Război Mondial, dintre care 26 de bărbați în armata română și 53 de persoane căzute sau dispărute în cadrul armatei germane (în principal în Waffen-SS). Un bărbat a murit în 1944 după un atac aerian asupra Timișoarei, iar două persoane care se întoarceau acasă, în 1947, au fost împușcate la granița din apropierea localității Beba Veche.
La data de 15 ianuarie 1945, toți bărbații din Orțișoara cu vârsta cuprinsă între 17 și 45 de ani și femeile în vârstă de la 18 la 30 de ani au fost adunate de către autoritățile române și armata sovietică pentru a fi deportați la muncă forțată, în Uniunea Sovietică. Cu toate acestea, nu s-a respectat cu strictețe vârstele specificate, fiind deportate și numeroase persoane mult mai tinere sau mai în vârstă. Li s-a permis să își ia cu ei doar strictul necesar de alimente și îmbrăcăminte. Potrivit unui martor ocular, în acea perioadă au fost deportați din Orțișoara 361 de bărbați și femei. Aproximativ 70 de persoane au decedat în timpul muncii forțate, în timpul transportului sau la întorcerea acasă, din cauza consecințelor. În 1945, a avut loc confiscarea bunurilor etnicilor germani. Terenurile și casele lor, împreună cu averea, au trecut în proprietatea statului fără compensație.
Terenurile confiscate de la germani au fost distribuite către alte persoane. În Duminica Paștelui din 1945 au apărut primii "coloniști". La început, aceștia erau refugiați din Basarabia, apoi au venit în număr mare români din toate regiunile țării.
În 1948, întreprinderile industriale, comerciale și meșteșugărești au fost "naționalizate". Nici în acest caz nu s-a acordat nicio compensație.
În 1950, în Orțișoara terenurile au fost colectivizate.

## Personalități
- Lendl Adolf (1862-1943), zoolog și profesor universitar, s-a născut aici.
- Varga Imre (1863-1942), grafician maghiar, s-a născut aici.
- Josef Schmidt (1913-1993), pedagog, s-a născut aici.
- Dengl János (1882-1940), lingvist maghiar, s-a născut aici.
- Hilde Lauer (1943), olimpică la canoe, s-a născut aici.
- Eisenkolb Aurél (1849-1918), compozitor și profesor de etnie germană din Ungaria, a predat aici.

## Atracții turistice
Biserica romano-catolică, construită în 1786, este înregistrată în lista monumentelor istorice din România sub cod LMI TM-II-m-B-06268.
1. 1 2  „Geschichte” (în germană). www.orzydorf.de. Accesat în 26 mai 2023.
2. ↑  kia.hu Arhivat în 10 iunie 2007, la Wayback Machine., (PDF; 982 kB) E. Varga: Statistik der Einwohnerzahlen nach Ethnie im Kreis Timiș laut Volkszählungen von 1880 - 2002